# ماجرای شب ژانویه
ماجرای شب ژانویه فیلمی به کارگردانی نصرت‌الله وحدت و نویسندگی اسدالله سلیمانی‌فر محصول سال ۱۳۴۷ است. این فیلم محصول استودیو نقش جهان به تهیه‌کنندگی نصرت‌الله وحدت است، که به صورت رنگی ایستمن‌کالر، تولید و نمایش داده شده است .  

## خلاصه داستان
ماجرا در جریان جشن شب ژانویه در خانواده ای مسلمان می‌گذرد. پسر جوان و هوسباز خانواده، دختری را به جشن کشانیده‌است تا او را فریب دهد، اما مستخدم به انحاء مختلف مانع نزدیک شدن پسر اربابش به دختر می‌شود. سماجت مستخدم باعث می‌شود که او برای همیشه از خانواده اخراج شود. مستخدم علیرغم بیکار شدن شاد است که دختری را از رسوایی نجات داده‌است و وقتی او را به خانه اش می‌رساند در می‌یابد که والدین دختر نیز به جشن شب ژانویه رفته‌اند.

## بازیگران[۱][۲]
1. نصرت‌الله وحدت به نقش حسن
2. تقی ظهوری به نقش ظریف
3. سهیلا (ثریا بکیاسا) به نقش زهره
4. لی‌لی (لی‌لی رضوانی) به نقش رُزا
5. جهانگیر غفاری به نقش سیروس
6. غلامحسین بهمنیار به نقش رشید
7. شیلا به نقش مینو
8. لیلا بهاران به نقش هنگامه
9. محسن آراسته به نقش راننده تاکسی
10. بابک
11. مهران صدری به نقش آلبرت
12. سوزان
13. افسون
14. فروزش
15. ناهید
16. گیتی فروهر
17. سیما
18. مهناز
19. نجفی
20. پوروفایی
21. مجید شهباز
22. پرویز شاهین‌خو
23. حبیب‌الله مراد

## نمایش فیلم
فیلم ماجرای شب ژانویه برای بار نخست در تاریخ چهارشنبه ۱۰ مهر سال ۱۳۴۷ خورشیدی در ۱۱ سینما در تهران و شهرستانها به نمایش درآمد  . این فیلم جایگزین فیلم «من هم گریه کردم» در گروه سینمایی اونیورسال شد.
سینماهای نمایش‌دهنده فیلم ماجرای شب ژانویه در تهران، در گروه سینمایی اونیورسال شامل ۱۱ سینمای اونیورسال، الوند، حافظ، ایران، لیدو، نپتون، ژاله، پاسارگاد، مونت‌کارلو، شهرام و آستارا (تجریش) بودند  .
سینماهای نمایش‌دهنده فیلم در شهرستانها شامل متروپل و کریستال در مشهد، آریا و ساحل در اهواز، پارامونت و پارس در شیراز و  نقش‌جهان و مایاک در اصفهان بودند  .
فیلم ماجرای شب ژانویه، پس از دو هفته نمایش در تهران، در گروه سینمایی اونیورسال در تاریخ چهارشنبه ۲۴ مهر ۱۳۴۷ جای خود را به فیلم دزد سیاه‌پوش در این گروه سینمایی داد  .

## گروه موسیقی
- روبیک منصوری: تنظیم موسیقی متن
- انوشیروان روحانی: آهنگساز
- محمد‌علی شیرازی: ترانه‌سرا
- مهستی، عهدیه و رامش: خوانندگان

ترانه‌های فیلم:
- ترانه‌ی «گوله گوله برف اومده» با صدای مهستی بر روی عنوان‌بندی آغازین فیلم[۸]
- ترانه‌ی «فرشته امید» با صدای عهدیه [۹]
- ترانه «شب ژانویه» با صدای رامش [۸].

## دیگر عوامل فیلم[۱]
گروه فیلم‌برداری
- فیلمبردار: شکرالله رفیعی
- کمک فیلمبردار: مهدی نظری
- عکس: عکاسی مهتاب

گروه چهره‌پردازی
- گریمور: صنعان کیانی

گروه صدا
- صدابردار: هاکوپ گیورگیس (یعقوب گلدیان)

گروه لابراتوار
- چاپ و لابراتوار: استودیو بدیع
- تیتراژ: آتلیه آهنگ

گروه تدارکات و امور فنی
- دکور: ولی‌الله خاکدان و علی دلپذیر
- تدارکات: تیموری و فراهانی
- تزئینات: فروشگاه بزرگ سینا
- مبلمان: مبل عظیمی